# 平尾貴四男
平尾 貴四男（ひらお きしお、1907年7月8日 - 1953年12月15日）は、日本の作曲家。

## 人物
東京府東京市日本橋区（現・東京都中央区）生まれ。化粧品業を営む平尾聚泉の四男として育つ。家は裕福であった。慶應義塾幼稚舎・慶應義塾普通部を経て慶應義塾大学医学部に進んだが、文学部独文科に転じ、1930年に卒業。大学在学中、ピアノをチャーレス・ラウトロプらに、ソルフェージュと音楽理論をヴァンサン・ダンディ門下の陸軍軍楽隊長・大沼哲に、和声学を弘田龍太郎に師事した。また、卒業して8ヶ月後の11月に戸沢妙子と結婚。
1931年、夫婦でパリへ渡航。始めはスコラ・カントルムでギ・ド・リオンクールに作曲を師事して和声学課程を修了したものの、学校紛争に巻き込まれた結果、1935年にリオンクールが創設したセザール・フランク音楽学校に転学。引き続きリオンクールに師事し、1936年に対位法課程とフーガ課程を修了した。また、課外でフルートを学び、ガストン・クリューネルに師事した。1936年に帰国。1948年に作曲グループ「地人会」を安部幸明らと結成。作品に、ソプラノとバリトン独唱と管弦楽伴奏のための「隅田川｣　(1936年)、管弦楽曲「砧」(1942年)、ヴァイオリン・ソナタ(1947年)、ピアノソナタ(1948年)、などがあり、室内楽がほとんどを占める。
戦後は国立音楽大学教授、日本現代音楽協会委員長などを務めるが、病気のため「オーボエ・ソナタ」（鈴木清三の委嘱、1951年）を最後として、1953年12月、46歳で没。翌年、「木管五重奏曲」（東京管楽器協会の委嘱）に対して毎日音楽賞を追贈される。
弟子に冨田勲、宇野誠一郎、一柳慧がいる。

## 家族・親族
妻の平尾妙子（2008年没）と四女の平尾はるなは共にピアニスト。孫の辻功はオーボエ奏者。作曲家・歌手の平尾昌晃（出生名・勇）は甥。

## 主要作品

### 管弦楽
- 交響的断章
- 古代讃歌（初演時の曲名は「古代旋法による緩徐調」であった）[4]
- 俚謡による変奏曲（機織唄による変奏曲）（JOAKによる「国民詩曲」のひとつとして作曲）
- 交響詩曲「砧」
- 序曲「翼」
- 序曲「桃太郎」
- 平和への序曲

### 吹奏楽曲
- 諧謔曲「南風」

### 室内楽・器楽
- 弦楽四重奏曲（譜面は戦災に遭い焼失か。1941年にデッサウ弦楽四重奏団が演奏したレコードは現存。）
- ロマンス（フルート、ヴァイオリン、ヴィオラ、チェロ、ハープ）
- フルート組曲（フルートソロ、ホルン、ティンパニ、チェレスタ、ヴァイオリン4、ヴィオラ、チェロ、コントラバス）Suite pour flûte accompagné par orchestre
- フルート・ソナチネ（フルート小奏鳴曲）（最初は大倉喜七郎考案のオークラウロのために作曲された）Sonatina pour flûte et piano
- 馬子唄（フルート、クラリネット、ヴァイオリン、ヴィオラ、チェロ、ピアノ）
- 荒城の月に據る変奏曲（オークラウロ〔もしくはフルート〕、独唱、ピアノ）
- 夜曲（ヴァイオリン、チェロ、ピアノ）
- ピアノ五重奏曲「春麗」
- ヴァイオリンとピアノのための子守唄 Berceuse pour violon et piano
- 天長節を祝ぎまつりて（木管五重奏）

「天長節」（作詞 黒川真頼、作曲 奥好義）をテーマにした変奏曲である（1945年＝昭和20年の天長節に外地向け短波放送のため作曲されたが、その後2020年＝令和2年の抜粋蘇演まで忘れられていた）。
- ヴァイオリン・ソナタ（ヴァイオリン奏鳴曲） Sonate pour violon et piano
- フルートとヴァイオリンとピアノのための三重奏曲 Trio pour flûte, violon et piano
- ピアノ・ソナタ（ピアノ奏鳴曲） Sonate pour piano （1948年に初版を書き、1951年に改訂版を書く。）
- ピアノ・ソナチネ「みのり」　Sonatina pour piano
- 奇想組曲（フルート、オーボエ、クラリネット、2ヴァイオリン、ヴィオラ、チェロ、ピアノ）Suite fantasque pour flûte, hautbois, clarinette, quatuor a cordes et piano
- 木管五重奏曲 Quintette pour flûte, hautbois, clarinette, cor et basson
- オーボエ・ソナタ Sonate pour hautbois et piano

　　日本で最初の複数楽章を持った本格的なオーボエ・ソナタである。上記木管五重奏曲の初演に参加していた鈴木清三の提案によって着想されたが、作曲者最後の作品となった。

### 声楽
- 隅田川（ソプラノ、バリトン、管弦楽〔もしくはピアノ〕）
- こすもす（与謝野晶子；ソプラノと管弦楽〔もしくはピアノ〕）
- 日本民謡組曲（ソプラノ〔もしくはテノール〕と管弦楽〔もしくはピアノ〕）
- 和奈佐乙女物語（佐藤春夫台本；ソプラノ、テノール、合唱、管弦楽〔もしくはピアノ〕）
- 白い花（人見東明）
- 栗問答（梅木三郎）
- 麦笛（薮田義雄）
- 逃げた小鳥（武田雪夫）
- 海に寄する歌（薮田義雄）
- 山のあなた（カール・ブッセ；上田敏訳）
- うぐいす（佐藤春夫）
- 菜の花畑（野口雨情）
- 農民歌（野口雨情）
- 父なる我は（明石海人）
- 草刈唄
- 山の朝（武田雪夫）
- 松の木の間の路（大木実）
- 風さん（小林純一）
- まめさん（まど・みちお）
- こなゆきこんこ（飯島敏子）

## 著書
- 『これからの音楽鑑賞教育』1947年（河出書房）
- 『私たちの作曲：みんなでやろう』1949年（国土社）

### 訳書
- テオドール・デュボワ『和声学 理論篇』『和声学 解答篇』1942年（創元社） - 後、矢代秋雄による校訂・増補版（「理論編」「実施編」）が音楽之友社より出版（1954年）。
- オリヴィエ・メシアン『わが音楽語法』1954年（教育出版）